# Seznam grških dramatikov
Seznam grških dramatikov.

## A
- Ajshil
- Aristofan

## E
- Evripid

## K
- Nikos Kazantzakis

## M
- Spyros Melas
- Menander

## S
- Sofokles
- Dido Sotiriou